# Edgar Boulet
Pour les articles homonymes, voir Boulet.
Edgar Boulet (né le 22 août 1995 à Bergerac) est un gymnaste français.

## Biographie
Il est médaillé de bronze par équipes aux Championnats d'Europe de gymnastique artistique masculine 2018 à Glasgow avec Axel Augis, Loris Frasca, Julien Gobaux et Cyril Tommasone, ainsi qu'aux Jeux méditerranéens de 2022 à Oran.